# 温品パーキングエリア
温品パーキングエリア（ぬくしなパーキングエリア）は、広島県広島市東区の広島高速道路1号線上にあるパーキングエリア。下り線にのみ設置されている。現在、広島高速道路全線において唯一のPAである。

## 道路
- 広島高速1号線（安芸府中道路）

## 施設

### 下り線のみ
- 駐車場
- トイレ[1]
  - 男性（小 3器・大 2器（和式 1器・洋式 1器））
  - 女性 : 3器（和式 2器・洋式 1器（改修後は和式 1器・洋式 2器））[1]
  - 身体障害者用 : 1器
- 自動販売機

## 隣
広島高速1号線
馬木出入口 - 温品PA - 温品出入口